# В ім'я…
«В ім'я…» (пол. W imie…) — польський кінофільм режисера Малгожати Шумовської, що вийшов на екрани в 2013 році, у якому розповідається історія про священника, який намагається боротися зі своєю сексуальністю.
За словами режисера картини Малгожати Шумовської, своїм фільмом вона хотіла цілком виразно висловити свою думку в дискусії, яка розгорнулася на сторінках польської преси щодо гомосексуальності, церкви і священників .

## Сюжет
Адам католицький священник, який відкрив своє покликання як служителя Бога у відносно пізньому віці 21. Він зараз живе в селі в сільській Польщі, де він працює з підлітками з девіантною поведінкою. Сильні почуття до ексцентричного юнака на ім'я Лукаш змушують його визнати той факт, що рішення стати священиком, було пов'язано зі спробою втекти від власної гомосексуальності. Радість від спілкування з Лукашем швидко змінюється відчаєм і страхом перед думкою, що ж буде, коли жителі дізнаються, що Адам є геєм і відвернуться від нього.

## У ролях
| Актор              | Роль   |
| ------------------ | ------ |
| Анджей Хира        | Адам   |
| Матеуш Косьцюкевич | Лукаш  |
| Майя Осташевська   | Єва    |
| Томаш Шухардт      | Адріан |

## Визнання
| Нагороди та номінації фільму «В ім'я…» | Нагороди та номінації фільму «В ім'я…»          | Нагороди та номінації фільму «В ім'я…» | Нагороди та номінації фільму «В ім'я…» | Нагороди та номінації фільму «В ім'я…» | Нагороди та номінації фільму «В ім'я…» |
| Рік                                    | Кінопремія/Кінофестиваль                        | Категорія/Нагорода                     | Номінант                               | Результат                              |                                        |
| -------------------------------------- | ----------------------------------------------- | -------------------------------------- | -------------------------------------- | -------------------------------------- | -------------------------------------- |
| 2013                                   | Київський міжнародний кінофестиваль «Молодість» | «Сонячний зайчик»                      | «В ім'я…»                              | Перемога                               |                                        |
| 2013                                   | Берлінський міжнародний кінофестиваль           | Тедді                                  | «В ім'я…»                              | Перемога                               |                                        |